# 聖母聖誕主教座堂 (塞拉耶佛)
聖母聖誕主教座堂是位於波斯尼亞與赫塞哥維納塞拉耶佛的一座塞爾維亞正教會的主教座堂，也是巴爾幹半島最大的教堂之一。教堂獻給聖母誕辰。教堂修建於1863年至1868年期間。

## 外部連結
- Official website （页面存档备份，存于）